# Bartolomeo Avanzini
Bartolomeo Avanzini (né à Rome en 1608 et mort à Modène en 1658) est un architecte italien de la période baroque, actif principalement à Modène, Sassuolo et Reggio d'Émilie. 
La conception du Palais Ducal de Modène a été attribuée à Avanzini, bien que, entre 1631 et 1634, Girolamo Rainaldi Borromini, Pietro da Cortona et Bernini aient joué un rôle. Camillo-Guarino Guarini a également apporté sa contribution après 1680. 

## Œuvres
Parmi les autres œuvres d'Avanzini figurent : 
- le palais ducal de Sassuolo ;
- le palais  épiscopal à Reggio d'Émilie ;
- le palais Busetti à Reggio d'Émilie (attribué) ;
- l'église des saints Charles et Agathe à Reggio d'Émilie (attribué).

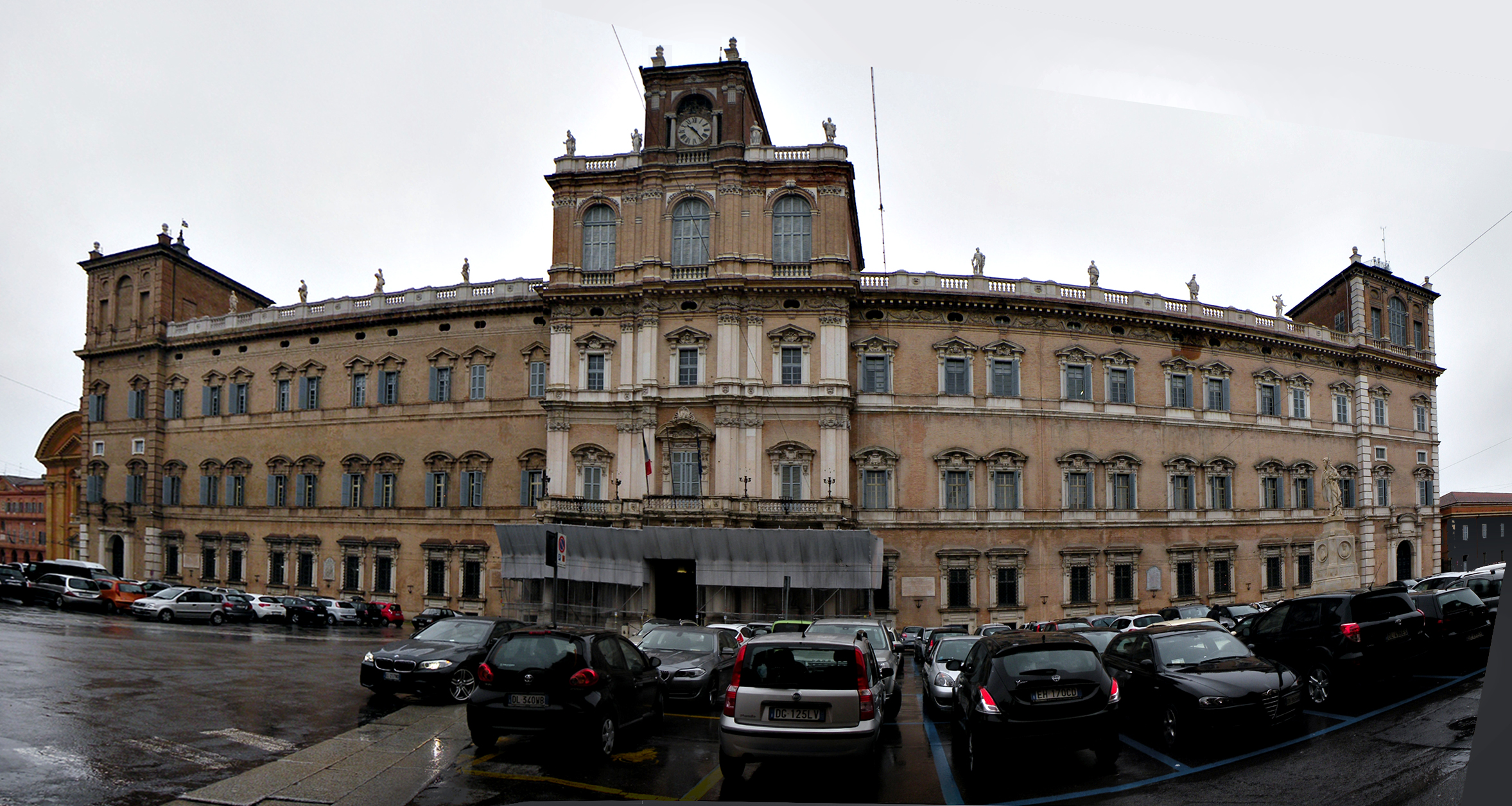
Palais ducal de Modène.
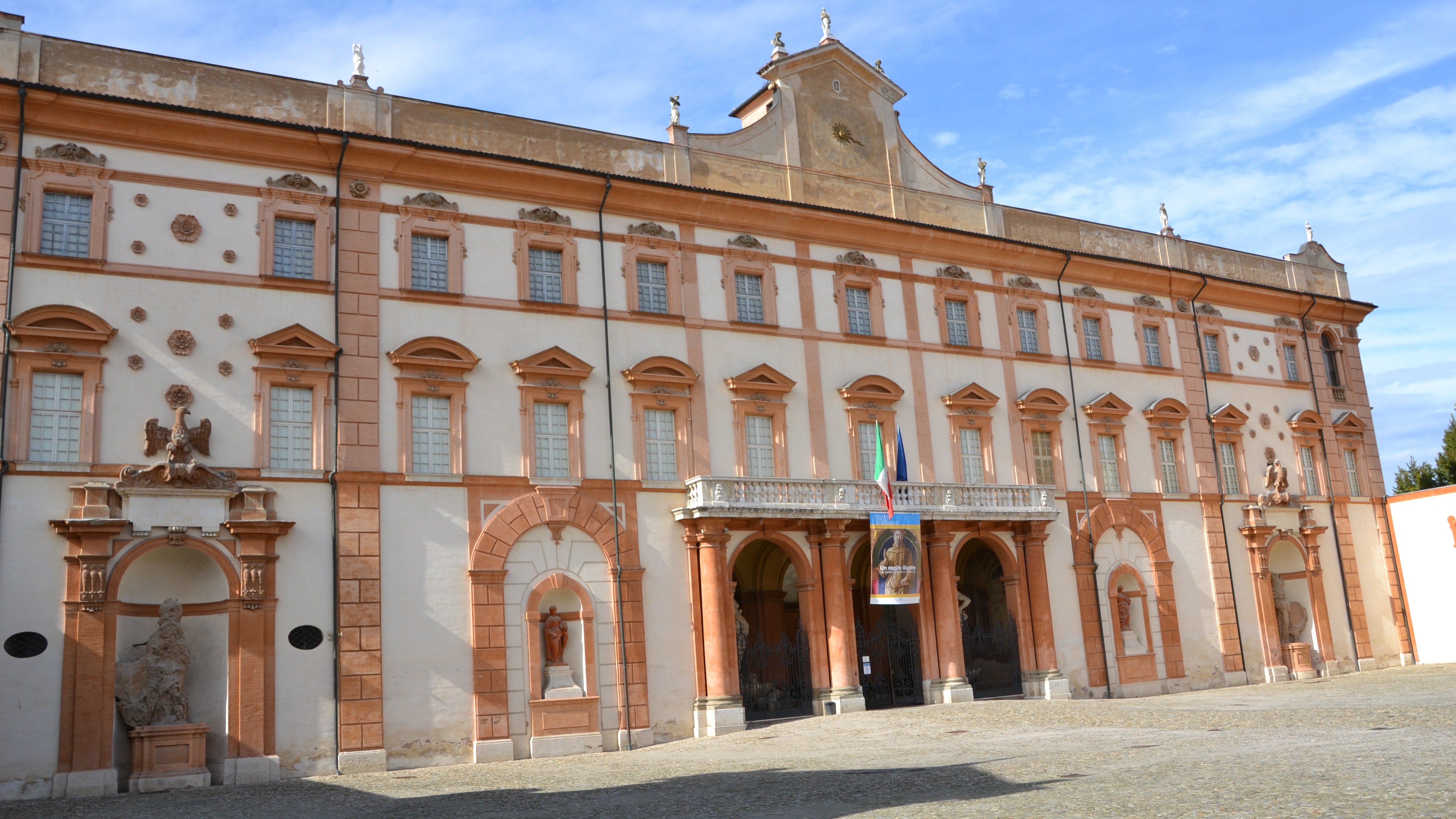
Palais ducal de Sassuolo.